# Gestüt Röttgen

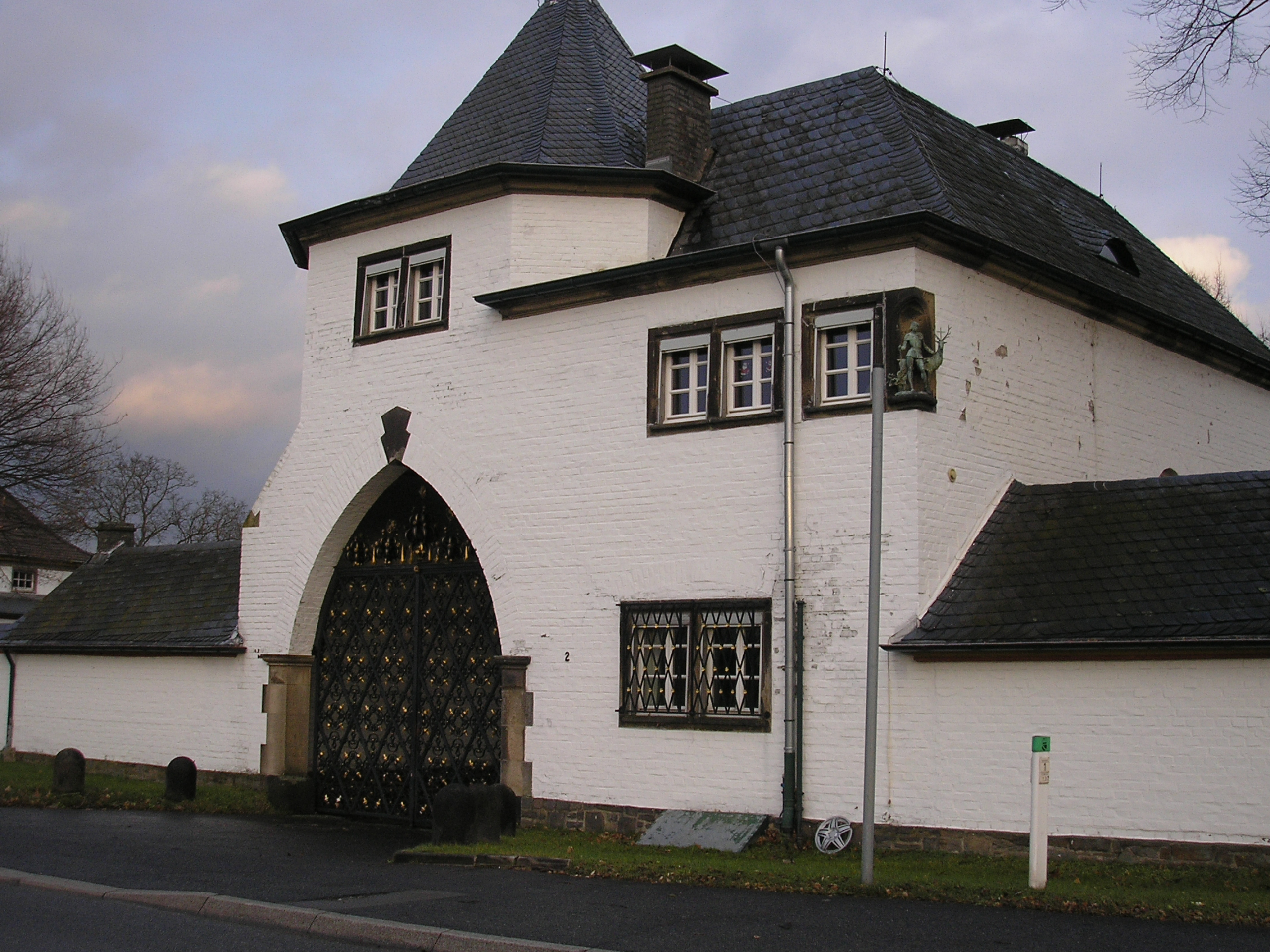
Tor Gestüt Röttgen

Das Gestüt Röttgen ist ein Gestüt und Pferderennstall im Kölner Stadtteil Rath/Heumar. Es hat eine Größe von 250 Hektar und ist damit das größte deutsche Vollblutgestüt.
Das Gestüt hat seinen Namen von dem Schloss Röttgen, welches lange Zeit zum Gestüt gehörte. Gegründet wurde es von Peter Paul Mülhens im Jahre 1924. Es ist Teil der Land- und Forstwirtschaftlichen Betriebe Röttgen. Nachdem Maria Mehl-Mülhens, die Tochter des Gründers, Gestüt und Rennstall geleitet hatte, ging nach ihrem Tod das Gestüt auf die von ihr gegründete Mehl-Mülhens-Stiftung über. Zu ihrer Zeit gab es mit Baronrath Stud eine irische Dependance des Gestüts Röttgen, aus der unter anderem Star Appeal hervorging.
Das Gestüt ist bekannt für seine Vollblutzucht für den Galopprennsport. Schon 1932 konnte das Gestüt mit Palastpage seinen ersten Derbysieger stellen. 1959 folgte Uomo. Das wohl bekannteste Pferd war der Hengst Star Appeal, der 1975 als erstes und lange Zeit einziges deutsches Pferd den Prix de l’Arc de Triomphe gewann. Weitere erfolgreiche Pferde sind Aspros, Lord Udo, Wauthi, Sternkönig und der Sieger des italienischen Derbys, Kallisto.